# 圈套 (小說)
《圈套》是香港科幻小說家倪匡的其中一部作品，衛斯理系列編號第75。《圈套》首度刊登於1991年1月12日的《明報》副刊之中，並於同翌年4月28日完成。也在同年6月，《圈套》以書籍形式出版，該書為1991年首度出版，第二期版本為1996年出版。
《圈套》與另一本衛斯理系列的小説《玩具》相關，都和機器人統治未來相同，而陶格夫婦和他們的子女也脫離了機器人的統治。

## 故事大綱
某天，在未來世界被機器人統治和玩弄的陶格夫婦忽然要求和衛斯理見面，說是有極重要的事交代。可是當天由於衛斯理有要事在身，於是找來了溫寶裕 （下稱小寶）和胡說等待陶格夫婦。
就在當天，一對像有九十歲的男女來到衛斯理家中，兩人言語不清、皮膚重重疊疊。小寶和胡說認為這對老人家就是陶格夫婦。在胡說問侯「陶格夫婦」期間，小寶從男方的衣服內偷走了一塊堅硬而且會自我消失的物件，原來這是一塊冰 。老人家們等了半天，依未見到衛斯理的蹤影，於是決定不再等候，並上了一輛載有兩位「老得不能再老」的長者的客貨車上，而且並非由老人家們駕車。對小寶和胡說的複述，衛斯理和其餘二人都認為到訪的不是陶格夫婦，而是他們的子女伊凡和唐娜；伊凡身上的冰塊是要說明自己的身份（陶格一家曾逃到格陵蘭），因為他們這時說話能力已大減。
不久後，衛斯理收到一宗交通意外的消息，而失事的車輛恰是陶氏家庭的那輛客貨車，在事發地點上除了伊凡外，其餘的三人都不知所終。發現這宗意外的施組長對衛斯理、溫、胡和黃堂表示，他看不到此車有司機駕駛。對這一點，衛斯理認為司機是機器人，「意外」是機器人玩弄陶氏家庭的「殺人遊戲」。
到了醫院後，伊凡告訴衛斯理「他們布下了大量圈套，有大有小，而且無人能幸免」。對於伊凡的遺言，衛斯理只猜到「他們」是指機器人，至於是「圈套」是指什麼則無從入手。意外後來，一直沒有其他消息，衛斯理對伊凡的話縛手無策，唯有放棄，並準備到德國與好友鐵蛋聚會。
就在此時，小寶請求衛斯理為其母的芭蕾舞學校作剪綵儀式的嘉賓。起初，衛斯理認為這只是有錢太太們的無聊玩意，不加理會，但後來在管家老蔡的迫使下唯應酬她們。到了該學校後，他看到小寶抱著一位五歲左右的女孩，並示意有特別的要事是和這小女孩有關，可是衛斯理不明其意。剪綵儀式過後，衛斯理發現小寶和女孩不見了，使溫家和女孩的家人進行衝突。其後，女孩的父親告訴衛斯理，他的女兒陳安安本是植物人，醒後卻忽然要見衛斯理，陳氏夫婦擔心女兒再度昏迷不醒而極為焦急，希望衛斯理能找回小寶和其女兒。
衛斯理得悉此事後，認為陳安安並非真的醒來，而是有「記憶組」進入了她體內。於是，他在溫家大宅中找到小寶。原來，唐娜的「記憶組」進入了陳安安腦中。她在芭蕾舞學校時就對小寶說要他找到衛斯理去見她，並告訴小寶在交通意外時，機器人把除伊凡外的三人帶到岩洞之中。良久後，未來世界突然發生翻天腹地的變化，機器人不再是統治者（《一半一半》中有解釋未來世界到底發生何事）。唐娜告訴小寶這些事後，靈魂離開陳安安，小寶因此向衛斯理求助，希望他能使唐娜的「記憶組」再次返回陳安安體內，以向陳氏交代。
衛斯理為了知道陶格找他的目的和問清楚什麼是「圈套」，於是樂意到岩洞中找陶格家庭。到了岩洞中，他看到一個毫無反應的機器人，在一碰之下，機器人呈粉狀，使他肯定了機器人失去特殊地位的事。後來，他發現了快將離世的陶格夫人，她只把手按在衛斯理的頭上以暗示「圈套」之意後就與世長辭。
對這「啞謎」，衛斯理和伊凡的醫生鐵天音討論，他們認為機器人由於不能「自我製造」，於是返回古代，向人類傳授文明，使人類不断的進行發明，最終製造出機器人來，最後使機器人能成功取代人類成為世界的主宰。而在人類的歷史之中，機器人是一位統治者，定時安排戰爭、昏君登位等，從而做出一個又一個的「圈套」，令全人類都無法幸免，機器人成為未來世界的統治者。衛斯理深知機器人的計劃已經發展到中期，無法挽回，而人類的進步正在步向末路，是個悲劇 。

## 相關人物
- 衛斯理

書中主角，由於他在和陶格夫婦見面的當天有事在身，因此錯過了他們告訴他「圈套」的發生。故此，衛斯理這次本來有意放棄，但卻因幾庣的巧合和選擇下使他知道人類最終都會成為機器人的玩具的真相。 
- 陶格家庭

一共四人，他們在未來世界是機器人們的玩具。過到現在時，機器人在不知什麼的原因下不再是世界的主宰，使他們本來是成年人和兒童忽然變為極老的長者。
最終，四人都在「現在」死去，陶格和伊凡死在醫院中，而陶格夫人和唐娜都死於岩洞中。衛斯理認為四人的逝世，脫離機器人的枷鎖，有可能是一件好事。
- 溫寶裕

衛斯理的好友，出生於富戶之中，事事被其母所管理，因此即使他有一台流動電話在手，都要求衛斯理和胡說等人不要對外公佈，以免被母親縛著。
在小說中，小寶發現了唐娜進入了陳安安體內，使衛斯理得以知道機器人的圈套。同時，衛斯理認為本來好玩的小寶已經開始成熟。
- 胡說

小寶的好友，也是衛斯理的朋友之一。為人與小寶相反，十分務實，在伊凡和唐娜要離走衛斯理家時，胡說焦急起來，使衛斯理也急起來。
- 溫媽媽

闊太太一名，是小寶的母親，芭蕾舞學校的股東之一。為人愛面子和炫耀，因而強使兒子請衛斯理作學校的剪綵嘉賓。
- 鐵天音

伊凡的主療醫生，有中國武術的根底。起初，衛斯理等人認為他傲慢無禮，後來感到他十分有趣。鐵天音為人善於攻心術，因知道陳家和溫家崇拜大商人，因此偽稱陶格是企業主席，並帶了小寶和陳安安去渡假即平熄兩家的衝突。他曾參與研究「圈套」之意。
- 黃堂

衛斯理的好友之一，負責伊凡的交通意外。他從衛斯理的口中知道陶格家庭曾成為機器人的事。
- 施組長

發現交通意外的警察，有極良好的駕駛技術，曾在落後的情況下反超前截停那客貨車。
- 陳安安

五歲的女孩，因為發燒而成為植物人。後來唐娜進入她的體內使她一醒來就要見衛斯理以解釋「圈套」之謎。雖然唐娜的靈魂最後一去不返，使陳安安再次成為植物人，但小寶隨後找來另一「記憶組」，使陳安安「甦醒」。
- 陳氏夫婦

小商人，但頗為富裕，在女兒成為植物人時曾把女兒帶到瑞士的高級醫院求醫。女兒醒來後，兩人高興得不顧儀態的大叫。
在性格上，陳太較自大，而陳先生則較有禮。

## 相關書籍
- 《玩具》

## 資料來源
以下內容以香港明窗出版社作準：
1. ↑  .   [2012-02-20]. （原始内容存档于2012-04-05）.
2. ↑  圈套 – 第二部 – P.38-39
3. ↑  圈套 – 第一部 – P.21-33
4. ↑  圈套 – 第二部 – P.36-43
5. ↑  圈套 – 第二部 – P.52-57
6. ↑  圈套 – 第三部 – P.73-83
7. ↑  圈套 – 第二部 – P.65-66
8. ↑  圈套 – 第四部 – P.104-113
9. ↑  圈套 – 第四部 – P.121
10. ↑  圈套 – 第五部 – P.154-169
11. ↑  圈套 – 第六部 – P.177-195
12. ↑  圈套 – 第六部 – P.202-211
13. ↑  圈套 – 第一部 – P.12
14. ↑  圈套 – 第六部 – P.235-236

| 前任者： 074 繼續探險 | 衛斯理系列（按編號） 075                              | 繼任者： 076 烈火女 |
| 前任者： 繼續探險     | 衛斯理系列（按連載時序） 1991年1月21日至1991年4月28日 | 繼任者： 烈火女     |